# Liste der Langlaufloipen in Australien
Die folgende Liste enthält die Langlaufloipen in Australien. Die Loipen konzentrieren sich auf die Australischen Alpen in den Bundesstaaten Victoria und New South Wales. Lake Mountain, Mount Stirling und Mount Saint Gwinear sind reine Langlaufgebiete, während die anderen aufgelisteten Wintersportgebiete auch alpine Skipisten anbieten.
| Wintersportgebiet   | Kilometer | Bundesstaat     |
| ------------------- | --------- | --------------- |
| Perisher            | 50        | New South Wales |
| Falls Creek         | 70        | Victoria        |
| Mount Hotham        | 35        | Victoria        |
| Mount Stirling      | 68        | Victoria        |
| Lake Mountain       | 37        | Victoria        |
| Mount Buffalo       | 14        | Victoria        |
| Mount Saint Gwinear | 12        | Victoria        |
| Mount Buller        | 9         | Victoria        |
| Dinner Plain        | 10        | Victoria        |
| Mount Baw Baw       | 10        | Victoria        |